# Zaharia (carte)

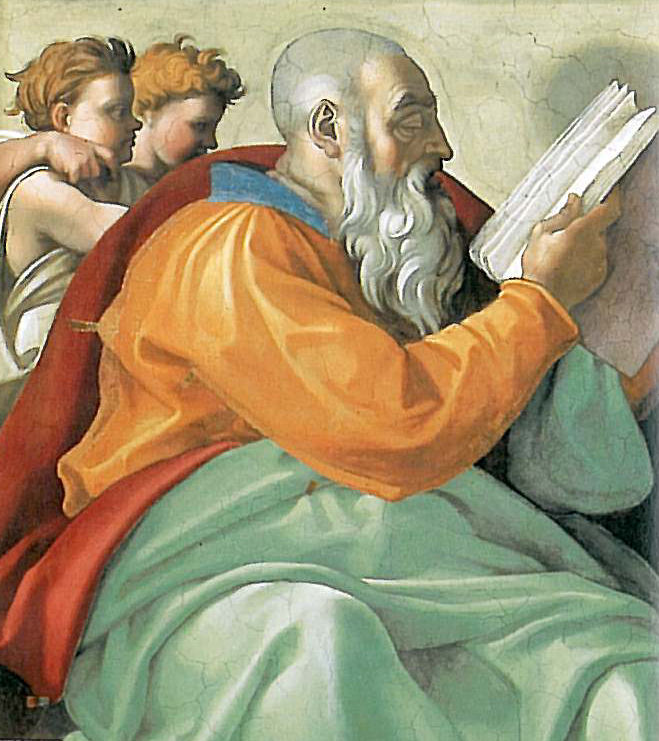
Detaliu cu profetul Zaharia din Capela Sixtină, Michelangelo.

Zaharia este penultima carte din Vechiul Testament, atribuită profetului Zaharia, fiul lui Berechia, fiul lui Ido (conform primului verset).